# Arqueología transgénero
La arqueología transgénero es un enfoque de la arqueología que abarca cómo los estudios transgénero y sus enfoques teóricos pueden servir de herramienta para comprender culturas y comunidades pasadas de todo el mundo. Este enfoque se dedica a diversificar los enfoques cisgénero de la práctica arqueológica. En 2016, se publicó un número especial de la Revista de Método y Teoría Arqueológica dedicado a artículos que cuestionaban un enfoque binario del género. Varios investigadores, como Mary Weismantel, han discutido cómo comprender la diversidad de género del pasado puede respaldar los derechos de las personas transgénero contemporáneas, sin pedir que la arqueología transgénero «vuelva a poblar el pasado antiguo... sino ofreciendo una apreciación más sutil de la variación cultural». En 2016, Jan Turek describió cómo la interpretación arqueológica actual puede ofrecer limitaciones, ya que «las categorías de género actuales no siempre se corresponden con las de realidades anteriores».
Este enfoque se basa y puede aplicarse a una variedad de disciplinas de campo, incluidas el análisis figurativo y la bioarqueología, entre otras. En el caso de las esculturas de figuras de la costa ecuatoriana, muchas de estas combinan atributos masculinos y femeninos en sus características físicas o su vestimenta. Estas figuras, interpretadas como potencialmente no binarias o transgénero, se encuentran en la cultura Tumaco-La Tolita, así como en las culturas de Bahía y Jama Coaque. De manera similar, el análisis de las esculturas de figuras de finales de la Edad del Bronce de Cnosos demostró que tanto en las figuras de fayenza como en las de saltadores de toros de marfil, "las diferencias de sexo no están claramente marcadas de forma binaria". Alberti sostiene que las diferencias entre sexos dependen en gran medida del contexto socioreligioso en el que se crearon estas figuras, más que de identidades de género específicas. La importancia de su contexto también se refleja en el trabajo sobre la visibilidad no binaria e intersexual en la arqueología romana.
Las estimaciones bioarqueológicas del sexo se basan en la identificación de características potencialmente dimórficas, pero ni el género ni el sexo biológico son categorías binarias. Además, algunas características que a menudo se consideran sexualmente dimórficas pueden no serlo, dependiendo de la edad de la persona cuyo cuerpo se esté analizando. Por ejemplo, la robustez craneal tiende a asociarse como una característica masculina, pero también puede considerarse una característica femenina porque los efectos de la menopausia en una persona puede producir el mismo cambio. Además, la categorización del sexo utiliza un espectro de femenino, probable femenino, sexo ambiguo, masculino y probable masculino. Esto depende de la confianza del investigador en la estimación, en lugar de plantearse la posibilidad de una "fluidez sexo-género" presente en el  pasado.
Los estudios que respaldan las interpretaciones de la fluidez de género incluyen aquellos sobre las prácticas funerarias de los mayas precolombinos, múltiples géneros hidatsa durante la América precolombina, prácticas mortuorias en las comunidades Chumash, comunidades durante la Edad del Cobre en la costa del Mar Negro en Bulgaria, la excavación e interpretación de una persona de 5.000 años por la Sociedad Arqueológica Checa, la reevaluación de la tumba de la guerrera vikinga de Birka, la expresión de género no binario en las culturas inuit, Roman Galli, una persona que vivió hace mil años en Finlancia y tenía síndrome de Klinefelter, la vida de Heliogábalo, entierros prehistóricos en Europa, arqueología histórica alrededor de la comunidad Engabao en Ecuador, culturas materiales en la Inglaterra medieval, la vestimenta en la Irlanda del siglo XVIII, y muchas otras.

## Otras lecturas
- Weismantel, Mary (2013). «Towards a Transgender Archaeology: A Queer Rampage Through Prehistory».  En Stryker, Susan; Aizura, eds. The Transgender Studies Reader 2. Routledge. pp. 319-335. doi:10.4324/9781003206255-40.